# Attila Árvai
Attila Árvai (* 3. September 1974 in Budapest) ist ein ehemaliger ungarischer Radrennfahrer.

## Sportlicher Werdegang
Attila Árvai gewann 2003 den Prolog des Grand Prix Cycliste de Gemenc. Die Gesamtwertung des Rennens hatte er bereits im Jahr 1999 gewinnen können. Im Jahr darauf wurde er Dritter im Straßenrennen der ungarischen Meisterschaft. 2006 gewann er die zweite Etappe der T-Mobile Criterium Tour. 2007 war er Mitglied im ungarischen UCI Continental Team Cornix, für das er eine Etappe bei der Tour de Pecs gewann. Außerdem wurde er Dritter beim Balaton Maraton und Siebter bei Beograd-Čačak. 2008 wechselte Árvai für eine Saison zum Team P-Nívó Betonexpressz 2000 Corratec, mit dem er Sechster beim Grand Prix Bradlo und Fünfter bei der Tour of Vojvodina wurde. 
2010 stand Árvai bei der Vuelta a Bolivia letztmalig in den Ergebnislisten der UCI.

## Erfolge
1999
- Gesamtwertung Grand Prix Cycliste de Gemenc

2003
- Prolog Grand Prix Cycliste de Gemenc

## Teams
- 2007 Team Cornix
- 2008 P-Nívó Betonexpressz 2000 Corratec